# Wytwórnia filmowa

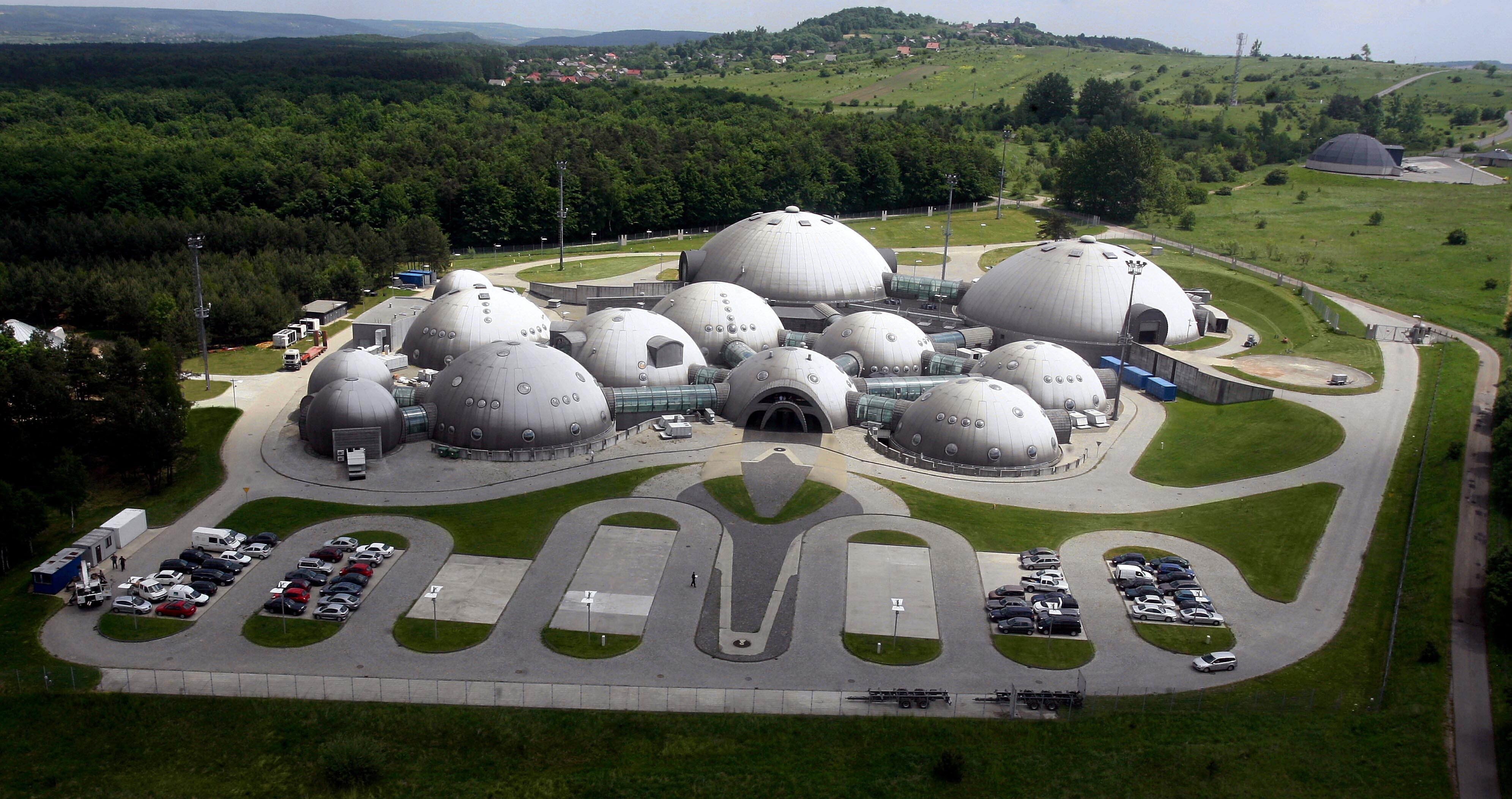
Alvernia Studios w Nieporazie (2011)

Wytwórnia filmowa – organizacja, która przy pomocy sprzętu, ludzi i ich umiejętności produkuje filmy.
Przy realizowaniu projektów potrzebni są:
- Reżyser[1]
- Scenarzysta[1]
- Kierownik produkcji filmowej
- Operator
- Dźwiękowiec
- Scenograf
- Oświetleniowiec
- Montażysta
- Inne osoby wykonujące zawody z zakresu produkcji filmowej
- Osoby do prac biurowych i asystenckich.
- Atelier[2].